# 一枚の絵
『一枚の絵』（いちまいのえ）は、財津和夫の通算3枚目のシングル。

## 背景
財津にとって初のソロコンサート直後に発売され、かつ財津の初期のソロ活動としては最後のシングル曲となった。
表題曲とB両面ともにアルバム未収録となっていたが、表題曲である「一枚の絵」のみ、1990年に発売されたベスト・アルバム『14 ENTRANCE』に初めて収録され、2010年にライブ・アルバム『財津和夫ソロ・コンサート・ライヴ 〜The Round About Way〜』がCDで再発された際に、2曲ともにボーナス・トラックとして収録された。

## 収録曲
| 全作詞・作曲・編曲: 財津和夫。 |                          |          |            |
| #                              | タイトル                 | 作詞     | 作曲・編曲 |
| 1.                             | 「一枚の絵」             | 財津和夫 | 財津和夫   |
| 2.                             | 「そして また あなたへ」 | 財津和夫 | 財津和夫   |

## タイアップ
| # | 曲名                     | タイアップ                              | 出典  |
| - | ------------------------ | --------------------------------------- | ----- |
| 1 | 「一枚の絵」             | TBS系TV『水曜劇場・しあわせ戦争』主題歌 | [ 2 ] |
| 2 | 「そして また あなたへ」 | TBS系TV『水曜劇場・しあわせ戦争』挿入歌 | [ 2 ] |